# Штайнгаден
Штайнгаден (нем. Steingaden) — община в Германии, в земле Бавария. 
Подчиняется административному округу Верхняя Бавария. Входит в состав района Вайльхайм-Шонгау.  Население составляет 2745 человек (на 31 декабря 2010 года). Занимает площадь 64,09 км².

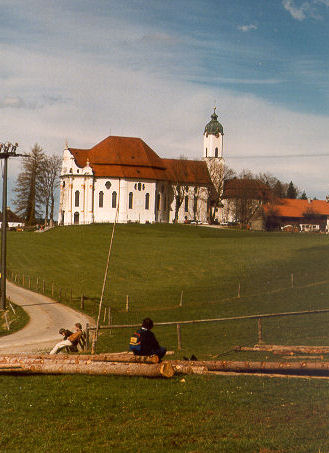
Штайнгаден